# Sarah Meyer-Dietrich
Sarah Meyer-Dietrich (* 20. Oktober 1980 in Villingen-Schwenningen) ist eine deutsche Schriftstellerin, die im Ruhrgebiet lebt und arbeitet.

## Leben und Wirken
Sarah Meyer-Dietrich wurde als Tochter der Schriftstellerin Inge Meyer-Dietrich und des Kinder- und Jugendmediziners Helmut Meyer-Dietrich als jüngstes von drei Kindern geboren. Sie wuchs in Essen und Gelsenkirchen auf und wurde 1999 zum Treffen Junger Autoren nach Berlin eingeladen. Sie absolvierte ihr Abitur im Jahr 2000 am Leibniz-Gymnasium in Gelsenkirchen-Buer. 2006 schloss sie ihr Studium an der Ruhr-Universität Bochum als Diplom-Ökonomin ab. Neben dem Studium war sie Herausgeberin und Autorin im biblioviel Verlag in Bochum. 2011 wurde sie am Lehrstuhl für Marketing (später: Sales & Marketing Department) der Ruhr-Universität Bochum zur Dr. rer. oec. promoviert. Ihre Dissertation behandelt die Frage danach, ob Konformität als soziale Rationalität eingestuft werden kann.
Parallel zur Tätigkeit als wissenschaftliche Mitarbeiterin nahm sie 2007/2008 am Bronnbacher Stipendium des Kulturkreises der deutschen Wirtschaft teil. 2011 war sie als offizielle Spielzeitbegleiterin Autorin im Blog der Ruhrtriennale.
Von 2012 bis 2016 war Sarah Meyer-Dietrich Geschäftsführerin des Friedrich-Bödecker-Kreises NRW und begründete in diesem Rahmen gemeinsam mit jugendstil, dem kinder- und jugendliteraturzentrum nrw und der Emschergenossenschaft die Projektfamilie „FlussLandStadt. Eure Heimat, euer Roman“. Für die Leitung der Projekte dieser Projektfamilie, in der sich Jugendliche schreibend mit der eigenen Stadt oder Region unter verschiedenen Gesichtspunkten beschäftigen, erhielt sie 2016 die Halstenberg-Belobigung durch die Deutsche Akademie für Städtebau und Landesplanung NRW.
Seit Sommer 2016 ist Sarah Meyer-Dietrich freiberufliche Schriftstellerin und Dozentin für kreatives Schreiben. Sie leitet weiterhin die Projektfamilie "FlussLandStadt. Eure Heimat, euer Roman". Seit 2016 ist sie außerdem CARLs Schreiberin für die Zeche Carl in Essen. Als CARLs Schreiberin verfasst sie unter anderem Blogbeiträge über Sprache und Worte.

### „Immer muss man mit Stellwerksbränden, Streiks und Tagebrüchen rechnen“
Nachdem sie mehrfach mit Literaturpreisen für Erzählungen ausgezeichnet wurde, erschien im Sommer 2016 ihr Debütroman „Immer muss man mit Stellwerksbränden, Streiks und Tagebrüchen rechnen“ in der Reihe Ruhrgebiet de luxe im Henselowsky Boschmann Verlag. Im Roman reist eine Frau in öffentlichen Verkehrsmitteln scheinbar ziellos kreuz und quer durch das Ruhrgebiet. Dabei trifft sie immer neue Mitreisende, deren Biographien sie aus ihren Gesichtern abzulesen versucht. Mehr und mehr verschwimmen diese Biographien mit der eigenen Biographie der Frau. Der coolibri bezeichnete den Roman als einen „Debütroman, der feinsinnig eintaucht in die Gedankenwelten seiner Protagonisten.“ WDR 3 beschrieb ihn als „aktuelles Stimmungsbild der Region.“ Die Westdeutsche Allgemeine Zeitung schrieb: „Am Ende wird es kein Panorama ergeben, eher ein Kaleidoskop der Wirklichkeit, mit Einblicken von schmerzhafter Nähe und Genauigkeit.“

## Auszeichnungen

### Projekte
- 2016: Young Europe Award für das Projekt „Tuda und zurück/Menschen am Fluss“[19]
- 2016: Halstenberg-Belobigung der Deutschen Akademie für Städtebau und Landesplanung NRW für das Engagement in der Projektfamilie „FlussLandStadt. Eure Heimat, euer Roman“[20]
- 2014: 2. Platz Jugendkulturpreis NRW für das Projekt „Am Fluss entlang schreiben“[21]
- 2012: 3. Platz Kooperationspreis Ruhr des Initiativkreises Ruhr für das Projekt „Am Fluss entlang schreiben“

## Werke

### Romane
- Immer muss man mit Stellwerksbränden, Streiks und Tagebrüchen rechnen. Henselowsky Boschmann, Bottrop 2016, ISBN 978-3-942094-65-8.
- Ruhrpottkind. Henselowsky Boschmann, Bottrop 2017, ISBN 978-3-942094-73-3.

### Erzählungen
- O du Fröhliche. In: Ey du Fröhliche. Weihnachtsgeschichten aus dem Ruhrgebiet. Überarbeitete Neuauflage. Henselowsky Boschmann, Bottrop, 2016, ISBN 978-3-922750-87-1.
- Brauseherzen. In: Budenzauber. Texte zum schönsten Ort im Ruhrgebiet. Klartext Verlag, Essen 2016, ISBN 978-3-8375-1707-1.
- Der schöne Schein. In: Tatort Gasometer. Kriminalgeschichten. Klartext Verlag, Essen 2015, ISBN 978-3-8375-1508-4.
- Dicht an dicht. In: dicht?! Ausgewählte Texte aus dem 3. Ruhrgebiets-Literaturwettbewerb. Klartext Verlag, Essen 2015, ISBN 978-3-8375-1398-1.
- In die Misere. In: Richtungsding. Zeitschrift für junge Gegenwartsliteratur. Heft VI. 2013.
- Am Fluss mit E. In: Richtungsding. Zeitschrift für junge Gegenwartsliteratur. Heft V. 2012.
- Fünf Prozent mit geschlossenen Augen. In: Im Kopf da brennt es. Alibaba Verlag, 2000.

### Essays
- Wo die Liebe hinfällt, soll man sie liegenlassen. In: Wie is? – Muss. Warum Ruhrgebietler manchmal stolpern, aber nie hinfallen. Henselowsky Boschmann, Bottrop 2016, ISBN 978-3-942094-66-5.
- Lebensqualität im Ruhrgebiet. Rückblick der Nach-IBA-Generation auf die Stadtentwicklung der 1990er-Jahre. In: Erhaltende Stadtentwicklung. Ein Programm für das 21. Jahrhundert. Klartext Verlag, Essen 2015, ISBN 978-3-8375-1356-1.

### Gedichte
- Der Emscherlauf und Der Mond von Wanne-Eickel. Und Essen-Steele. In: Kohlenkönige und Emscherkinder: Das große Buch der Ruhrgebietsballaden. Henselowsky Boschmann, Bottrop 2015, ISBN 978-3-942094-54-2.
- Fragen. In: Wenn dein Kind dich morgen fragt. Biblioviel Verlag, Bochum 2005.
- Mein Kind und Zwiegespräch. In: Denn du bist mir nah. Biblioviel Verlag, Bochum 2005.
- Diverse Gedichte in: Menschenskinder. Neue Gedichte über Kinder und Kindheit. Terre des Hommes, Osnabrück 2004
Weil du lebst. Gebete, Geschichten und Gedanken für junge Christen. Biblioviel Verlag, Bochum 2004
Pausenhofliebe. Gedichte, Gebete und Gedanken vom Jungsein und Erwachsenwerden. Biblioviel Verlag, Bochum 2001
Und wenn ich falle? Vom Mut, traurig zu sein. dtv, München 2001.

### Herausgeberschaft
- Ey, Emscher! Wow, Wolga! Ein russisch-deutscher Underground-Comic. Comic. Mit Andrea Weitkamp und Kathrin Oerters. Klartext Verlag, Essen 2016, ISBN 978-3-8375-1552-7.
- Willkommen@Emscherland. Eine Cross-Culture-Trilogie. Roman. Mit Sascha Pranschke und Ipek Abali. Klartext Verlag, Essen 2016, ISBN 978-3-8375-1671-5.
- Emschererwachen. Ein Urban-Fantasy-Roman. Roman. Mit Sascha Pranschke. Klartext Verlag, Essen 2015, ISBN 978-3-8375-1424-7.
- Endstation Emscher. Zwei Hellweg-Krimis. Erzählung und Theaterstück. Mit Sascha Pranschke und Kathrin Oerters. Klartext Verlag, Essen 2015, ISBN 978-3-8375-1425-4.
- Neben der Spur. Ein Dülmen-Thriller. Roman. Mit Sascha Pranschke. Klartext Verlag, Essen 2015, ISBN 978-3-8375-1423-0.
- Grenzgänger. Ein Ruhrpott-Roadmovie. Roman. Mit Inge Meyer-Dietrich und Sascha Pranschke. Klartext Verlag, Essen 2014, ISBN 978-3-8375-1207-6.
- Stromabwärts. Ein Emscher-Roadmovie. Roman. Mit Inge Meyer-Dietrich und Sascha Pranschke. Klartext Verlag, Essen 2013, ISBN 978-3-8375-1049-2.
- Dich zu lieben. Frieden und Gerechtigkeit – Gedanken. Anthologie. Mit Elisa Jannasch. Biblioviel Verlag, Bochum 2002, ISBN 3-928781-62-6.
- Ich will ja gar nicht in den Himmel. Gedichte, Gebete und Gedanken für Jugendgottesdienste, Andachten, Jugendarbeit und Religionsunterricht. Anthologie. Biblioviel Verlag, Bochum 2003, ISBN 3-928781-61-8.